# Hancock County (Ohio)
 For alternative betydninger, se Hancock County. (Se også artikler, som begynder med Hancock County)
Hancock County er et county i den amerikanske delstat Ohio. Amtet ligger i de nordvestlige del af delstaten, og det grænser op imod Wood County i nord, Seneca County i nordøst, Wyandot County i sydøst, Hardin County i syd, Allen County i sydvest, Putnam County i vest og mod Henry County i nordvest.
Hancock Countys totale areal er 1.382 km², hvoraf 6 km² er vand. I 2000 havde amtet 71.295 indbyggere.
Amtets administration ligger i byen Findlay.
Amtet blev grundlagt i 1820 og er opkaldt efter John Hancock, som var den første til at underskrive USA's uafhængighedserklæring.

## Demografi
Der var 27,898 husstande, hvoraf 32.60 % havde børn under 18 år boende. 56.40 % var ægtepar, som boede sammen, 8.70 % havde en enlig kvindelig forsøger som beboer, og 31.40 % var ikke-familier. 26.00 % af alle husstande bestod af enlige, og i 9.80 % af tilfældene boede der en person som var 65 år eller ældre.
Gennemsnitsindkomsten for en hustand var $43,856 årligt, mens gennemsnitsindkomsten for en familie var på $51,490 årligt.

## Eksterne Henvisninger
- Wikimedia Commons har flere filer relateret til Hancock County (Ohio)

41°00′N 83°40′V / 41.00°N 83.67°V